# Битка за Мурманск
Битката за Мурманск е част от сраженията на Източния фронт по време на Втората световна война. Отличава се от другите сражения в началния период на операция „Барбароса“, по това, че тук статуквото се запазва за дълъг период от време, без териториални изменения. Това е военно-тактическа операция на Вермахта, позната още с кодовото название операция „Сребърна лисица“ (на немски: Unternehmen Silberfuchs), чиято цел е завладяването на стратегическото пристанище Мурманск.

## Предистория
След края на Зимната война, през март 1940 г. в Москва е подписан мирен договор между Финландия и СССР. Освен териториалните придобивки, СССР провежда политика на натиск спрямо Финландия, което само подсилва убеждението ѝ за нова война. Това тласка финландците към страните от Оста, в търсене на съюзници. Така, през август 1940 г., Германия изисква и получава права за транзит на войските си в Северна Норвегия през финландска територия (планирайки участието им в операция „Барбароса“). Под прикритието на споразумението, германците установяват добре разположена система от бази в Северна Финландия. Движението на немски войски не остава незабелязано в СССР, но през ноември 1940 г. Хитлер отхвърля искането на Молотов да се намали германската активност във Финландия, където фюрерът цели постигането на две непосредствени задачи. Първата е подсигуряването на никеловите залежи в района на Петсамо (кодово име операция „Северен елен“), а втората – установяването на бази за последващи германски атаки към Мурманск и железопътната линия, свързваща града с останалата част на СССР (кодово име операция „Сребърна лисица“).
В края на април и началото на май 1941 г., германският офицер Ерих Бушенхаген е изпратен в Хелзинки, където преговаря с генералите Хайнрихс и Аиро и полковник Тапола. В хода на преговорите е констатирано, че финландския Генерален щаб е готов за участие в нападението над СССР.
Град Мурманск се намира на Колския полуостров в северозападната част на Европейска Русия, близо до границата с Норвегия и Финландия и е със стратегическо значение като пристанище и индустрия. То е и единственото съветско пристанище на северните брегове, което не замръзва през зимата, давайки възможност за жизненоважни доставки. Дотогава малко известен град, Мурманск е споменат като стратегическа цел в плана „Барбароса“, редом с цели като Москва, Ленинград, Киев и Ростов. Причината е железопътната линия до града. Хитлер е изумен от изчисленията, показващи количеството товарни композиции, пренасящи товари оръжия и войски между Москва и Мурманск – по време на цялата война, СССР получава повече от една четвърт от доставките от съюзниците си през пристанището на Мурманск.
След доуточнения с командващия на корпус „Норвегия“ – Едуард Дитл, овладяването на железопътната линия и Колския полуостров придобива по-ясни очертания – за директна атака на Мурманск се предвижда да се отдели корпус „Норвегия“ (операция „Платинена лисица“ - Unternehmen Platinfuchs), а за овладяване на Сала, Кандалакша и последващ удар към Мурманск (операция „Полярна лисица“ - Unternehmen Polarfuchs) – части на СС дивизия „Норд“ и др.

## Подготовка
На 8 юни 1941 г., германските войски започват да пристигат във Финландия, а общата мобилизация на финландците започва 8 дни по-късно. Армия „Норвегия“, се състои от 12 дивизии, от тях 7 пехотни. Също така в армията влизат и планински корпус под същото име (с командир генерал Дитл) и финландски корпус в състав две пехотни дивизии. Общото количество в жива сила е 150 хиляди души. На северния участък на фронта има 400 самолета, разположени на летища във Финландия. Германските морски сили на север в началото на войната са незначителни – базирани в пристанищата и базите Варангерфиорд, Петсамо и Киркенес (8 миноносеца, 6 подводници, 2 минни заградителя, 30 – 35 катера). Задачата на корпуса „Норвегия“ е настъпление на Колския полуостров и движение до Бяло море, овладяване на Мурманск и главната база на Северния флот – Полярний, прекъсване на Кировската железопътна линия и по този начин изолиране на Колския полуостров от централните райони на СССР, окупиране на Съветска Карелия и овладяване на целия басейн на Бяло море, до Архангелск включително. Овладяването на територията се планира за две седмици. Едновременно с бойните действия на сушата, се предвиждат и морски операции в Баренцево море, с цел унищожение на корабите и базите на Северния флот, съдействие на сухопътните войски, блокада на морското крайбрежие и контрол над морските комуникации.
Защитата на съветското Заполярие и Карелия е възложено на 14-а (мурманското направление, командир генерал-лейтенант Валериан Фролов. Две от дивизиите на армията (от общо пет) действат на мурманското направление, поддържани от Северния флот) и 7-а (направлението към Кандалакша, командир генерал-лейтенант Филип Гореленко) армии от Ленинградския военен окръг. ВВС на 14-а армия е в състав 1-ва смесена авиодивизия, общо три авиационни полка (бомбардировачи СБ и изтребители И-15, И-16, И-153); ВВС на 7-а армия – една авиодивизия, в състава на която има само един полк с 34 бомбардировача СБ). На 27 юни към него е прибавен още един полк с 33 изтребителя И-16. ВВС на Северния флот (командир генерал-майора от авиацията Алексей Кузнецов) има 114 самолета (11 бомбардировача, 49 изтребителя, 54 хидросамолета). Освен това, през февруари 1941 г., е създадена Северната зона на ПВО, състояща се от Мурманския, Архангелския, Петрозаводския и Свирския бригадни райони на ПВО. Самолетният парк е доста остарял, но повече от половината летци и щурмани служат в Заполярието повече от 2 години, много от тях имат боен опит от гражданската война в Испания, битката при Халхин-Гол и Зимната война. 2/3 от екипажите са подготвени за нощни полети. В началото на войната, Ленинградският военен окръг е преобразуван в Северен фронт.
Съществуват 2 укрепени района – Мурманския и на полуостровите Средний и Рибачи. Мурманският има за цел да защитава Мурманск от нападения по море, а този на полуостровите Средний и Рибачи – да не допусне морски десант.
Северният флот на СССР, в началото на военните действия има сравнително малко кораби. Миноносците са 8, а подводниците – 15. Не достигат и добре оборудвани бази – за стоянки на корабите се налага да се използват места в залива на Мурманск и Колския и Мотовския залив. Военновъздушните сили на Северния флот също не са големи – 116 самолета, основно остарели типове и само три летища. Ударна авиация въобще няма.
Пропуски има в организацията и на двете страни. При германските войски няма резерви, войниците не са подготвени за воденето на военни действия в дадения район, слабо развит е морският флот. Съветските войски не са подготвени за настъплението на Германия. Войските на 14-а армия нямат боен опит, но стрелковите и артилерийските части са добре подготвени за действия в условията на север. Съветските войски са 2 – 2,5 пъти по-малко от германските и също така отстъпват по количеството на автоматичното оръжие.

## Военни действия
На 22 юни, корпусът на Дитл преминава норвежко-финландската граница и заема района на Петсамо, без насрещни действия от страна на руснаците – през нощта на 21 срещу 22 юни, е обявена бойна тревога и по заповед на командира на 14-а армия, 52-ра дивизия заема отбрана на финландско-съветската граница. На 25 юни, Финландия обявява война на СССР (макар че военни действия са предприети още на 21 юни с окупирането на Аландските острови и арестуването на съветския персонал в консулството). И в страната, и в чужбина финландското правителство се стреми да утвърди, че Финландия води „особена война“, за възвръщане на отнетите земи. Германия е съюзник, но Финландия има свои собствени цели.
В ранното утро на 29 юни 1941 г. настъплението започва с артилерийска подготовка, продължила половин час. В 4 часа 20 минути, след нападението на 120 бомбардировача, частите на планинския корпус „Норвегия“ преминават в атака. По план, настъпващите в общо направление към Мурманск и Полярний войски, трябва да нанесат главния удар към Титовка и Западна Лица с едновременно овладяване на полуостров Рибачи. Настъплението се води по отделни направления с разстояние 5 – 8 километра между тях. Въпреки упоритата съпротива на руснаците, настъпващите части излизат към вечерта на линията на река Титовка. През нощта на 30 юни те овладяват южния мост през реката и малък плацдарм на десния ѝ бряг. Частите, настъпващи в направление Ивари и Кутовая, излизат на подстъпите на полуостров Средний, където са спрени.
Първи поемат удара намиращите се на границата 95-и стрелкови полк и 35-и разузнавателен батальон от 14-а стрелкова дивизия. 95-и полк се оттегля на река Титовка. На помощ на полка, по заповед на генерал Фролов, е изпратен 112-и полк от 52-ра дивизия.
Отначало немският корпус бързо се придвижва напред и за няколко дни изминава 30 – 40 км. Но, в резултат на нарастващото съпротивление на 52-ра дивизия и придвижването по каменистата тундра, настъплението е спряно недалече от река Западна Лица. Опитът на предните съединения да форсират реката от движение е отбит. За прегрупиране на частите и ремонт на пътищата корпусът губи пет денонощия. За това време съветските части успяват да организират отбраната на десния бряг.
На 6 юли, след мощна артилерийска подготовка, германските батальони отново преминават в настъпление. На отделни места започва форсирането на реката. Атаките на егерите са отбити от силния огън на съветските войски. Особено тежка обстановка за защитниците се създава в района на отбрана на 205-и полк в района на моста. Под прикритието на минометен и артилерийски огън, германците отново опитват да преминат Западна Лица с лодки и специални плотове. Ожесточените боеве продължават няколко часа. Егерите от планинския корпус успяват да овладеят малък плацдарм на източния бряг на реката, на десния фланг на първи батальон.
На следващия ден, 15 германски самолета започват да бомбардират отбраната на 205-и полк и най-вече артилерийските позиции на руснаците. Под прикритието на дима, над 1500 немски войници успяват да преминат през отбраната на десния фланг и да заемат височините между командния пункт на 205-и полк и щаба на дивизията. Група егери излиза на огневите позиции на 168-и артилерийски полк. В резултат на съветските контраатаки обаче германците са отблъснати. Само на 7 юли са унищожени над две хиляди немски войници. В тридневните боеве 205-и полк дава възможност на полковете на дивизията да заемат отбрана на господстващите височини и организирано да посрещнат натиска на германците, които понасят големи загуби на тази линия и прекратяват настъпателните боеве.
За отслабване на натиска на това направление, през нощта на 8 юли, корабите на Северния флот стоварват десант на батальон граничари в залива на Западна Лица. Това позволява да се ликвидира противниковия плацдарм, а към вечерта германците са отхвърлени на западния бряг на реката. В утрото на 11 юли основните сили на планинския корпус възобновяват настъплението и на надувни и рибарски лодки форсират залива на Западна Лица. За 12 дни настъпление, германците успяват да овладеят само малък плацдарм (6 на 4 км) на източния бряг на реката. За това време загубите им възлизат на 3 хиляди убити и ранени войници и офицери. На 14 юли на северозападното крайбрежие на залива и на нос Пикшуев е стоварен още един съветски десант с численост 1350 души, под командването на майор Шкити и отряд моряци (150 души) от Северния флот. В хода на боевете, които продължават почти 20 дни, дивизиите на планинско стрелковия корпус са обезкръвени. За възобновяване на настъплението към Мурманск, на германците е нужна продължителна подготовка. В това време, руснаците от своя страна се опитват да ликвидират плацдарма на река Западна Лица, но заради лошата подготовка, командването дава заповед да се премине към отбрана.
За овладяването на силно укрепения полуостров Рибачий, на германците също не достигат сили. Англичаните бомбардират Петсамо и важното за снабдяването на немските войски пристанище Киркенес. На 11 август, при Дитл пристига заместник-началникът на щаба на оперативното управление генерал Варлимонт. Въз основа на неговия доклад, Хитлер разрешава да се усили корпусът с два пехотни полка от Норвегия.
От своя страна, руснаците също извършват промени – тъй като командването на фронта се намира в Ленинград, което затруднява ръководството на войските, отдалечени в Заполярието, на 23 август Ставката на Върховното главно командване приема решение за разделянето на Северния фронт на Ленинградски и Карелски. За командир на войските на Карелския фронт е назначен генерал-лейтенант Валериан Фролов. Едновременно с това, от ВВС на 14-а и 7-а армии са сформирани ВВС на Карелския фронт, които оглавява генерал-майорът от авиацията Т. Хрюкин.
След прегрупирането, немският планински корпус отново предприема настъпление, поддържано от 10 дивизиона полева артилерия и 280 самолета. В 3 часа и 50 минути на 8 септември, под прикритието на мъгла, частите на северната група внезапно атакуват подразделенията на стрелковия полк и го отхвърлят на югоизток. На 9 септември германците са спрени. Последвалите атаки на германците също нямат успех. По-успешно започват атаките на левия фланг, на отбраната на 14-а армия, където германците бързо форсират неохраняваните участъци на река Западна Лица и обхождат фланга. Съветските части са принудени да отстъпят. Развивайки настъплението, германците достигат в района на 42-рия километър по пътя за Мурманск. Във връзка със създалото се положение, руснаците създават дивизия народно опълчение под името „Полярна“. На 15 септември тя излиза на десния фланг на германците и нанася удар в тила им. В хода на боевете, германците губят 1500 убити войници и офицери, и няколко хиляди ранени.
За 10 дни, северната група на германците разширява плацдарма си едва с 2 – 3 километра и е принудена да премине към отбрана. Провалът на многочислените атаки към Лица обуславя разрешението на Хитлер (в директива №36 от 22 септември 1941 г.) за прекратяване на настъплението към Мурманск. Налага се да се откажат и от овладяването на западната част на полуостров Рибачий. На 19 октомври 1941 г. Хитлер заповядва на армия „Норвегия“ да премине към отбрана и към водене на зимна война, „предвид неблагоприятните оперативни условия и предстоящото време на годината“. Към средата на октомври, подсилената 6-а планинска дивизия, прехвърлена от Гърция, сменя 2-ра и 3-та дивизия, понесли големи загуби. 2-ра дивизия е отведена за почивка и окомплектоване в норвежкия град Киркенес. 3-та дивизия е прехвърлена в Южна Лапландия, а после в Германия. По този начин, корпус „Норвегия“ от юни до края на октомври 1941 г., в хода на три настъпления, не успява да пробие към Мурманск и да овладее града. Корпусът не постига целта си – най-големият успех е създаването на плацдарм на река Лица, на половината път до Мурманск, приблизително на 40 километра от границата. Немският корпус губи 10,5 хиляди войници и офицери от първоначалния си 27,5-хиляден състав. През декември 1941 г., за героизма на личния състав, съветската дивизия е преобразувана в 10-а гвардейска стрелкова дивизия, а 205-и полк получава названието 24-ти гвардейски стрелкови полк.
Не по-малки са трудностите пред настъпващия към Сала 36-и корпус (169-пд, СС „Норд“ и 6-а финландска пехотна дивизия). Числеността на корпуса (без финландската дивизия) е от около 56 хиляди души. На тях противостоят 7000 войници и офицери от съветската 122-ра стрелкова дивизия, отбраняващи се на границата. Немските войски, започнали настъплението си тук на 1 юли, имат за цел да прекъснат железопътната линия в района на Кандалакша. Придвижването им е през огромни гори и многобройни езера и блата. Такава местност благоприятства отбраната на руснаците и заставя германците често да прибягват към трудни и отнемащи много време обходи, за да сломят съпротивата на 122-ра съветска дивизия. 160-а пехотна дивизия (генерал-майор Курт Дитмар), настъпваща на северния фланг на корпуса, след прехода на границата, не успява да овладее Сала от първия удар, а предназначената за отвличащ удар на южния фланг дивизия СС „Норд“ се оказва неспособна за настъпление, вследствие на недостатъчна бойна подготовка и значителни слабости в ръководството от страна на офицерите. След първите боеве, дивизията даже е обърната в бягство, и не успява да поддържа настъплението на 169-а пехотна дивизия. 6-а финландска дивизия има за задача да излезе в района на Алакурти, в тила на 122-ра съветска дивизия. На помощ на дивизия „Норд“ пристига 14-и финландски пехотен полк. На 7 юли градът е атакуван от пехотни части, с поддръжката на пикиращи бомбардировачи, и превзет. 122-ра дивизия се оттегля на 25 километра на изток и заема отбрана на линията на езерата Куолаярви и Апаярви. Южната част на участъка временно заемат два полка на 104-та стрелкова дивизия. Започват продължителни тежки боеве. Съветските части оказват силна съпротива и постоянно контраатакуват. В хода на боевете и в резултат на бавното, но непрестанно придвижване и с помощта на редица обхвати и обходи, към края на август немските войски достигат до старата руско-финландска граница. Съветското командване разрешава на войските да се изтеглят на следващата отбранителна линия на река Тумча и да заемат отбрана. Впоследствие, германците успяват да се придвижат още 40 км към Кандалакша. Придвижването на 169-а пехотна дивизия и 6-а финландска дивизия е спряно на височината Лисая и на река Верма, и им се налага да преминат към позиционни действия. Съветските части са наградени с редица награди – 420-и стрелкови полк от 122-ра дивизия и 290-и артилерийски полк от 104-та дивизия са удостоени с орден „Червено знаме“.
В средата на септември германските и финландските войски са принудени да преминат към позиционна отбрана на направлението към Кандалакша, а месец по-късно – и на Мурманското направление.
През 1985 година Мурманск е награден със званието „Град-герой“.

## В киното
- Мурманск. Битва за Арктику. Русия (2009)